# Liste der Nintendo-Switch-Spiele/R
| Titel                                                   | Entwickler                                | Herausgeber                                | Genre                    | Handel | Veröffentlichung D/A/CH                    |
| ------------------------------------------------------- | ----------------------------------------- | ------------------------------------------ | ------------------------ | ------ | ------------------------------------------ |
| R-Type Dymensions X                                     | Tozai Games                               | Tozai Games Retail: Strictly Limited Games | Shoot 'em Up             | Ja     | 28. November 2018 Retail: 24. Februar 2019 |
| Race Arcade                                             | Iceflake Studios                          | Iceflake Studios                           | Rennspiel                | Nein   | 30. November 2018                          |
| R.B.I. Baseball 17                                      | Nighthawk Interactive                     | MLB.com                                    | Sport                    | Nein   | 5. September 2017                          |
| R.B.I. Baseball 18                                      | MLB.com                                   | MLB.com                                    | Sport                    | Nein   | 21. Juni 2018                              |
| R.B.I. Baseball 19                                      | MLB.com                                   | MLB.com                                    | Sport                    | Nein   | 5. März 2019                               |
| R.B.I. Baseball 20                                      | MLB.com                                   | MLB.com                                    | Sport                    | Nein   | 24. März 2019                              |
| Rabi-Ribi                                               | Winking Entertainment                     | CIRCLE Entertainment                       | Platformer               | Nein   | 17. Oktober 2019                           |
| Rack N Ruin                                             | Secret Item Games                         | Secret Item Games                          | Rollenspiel              | Nein   | 13. März 2020                              |
| RAD                                                     | Double Fine Productions                   | Bandai Namco Entertainment                 | Adventure                | Nein   | 20. August 2019                            |
| Rad Rodgers: Radical Edition                            | Slipgate Studios                          | THQ Nordic                                 | Platformer               | Ja     | 26. Februar 2019                           |
| Radiation City                                          | Atypical Games                            | Atypical Games                             | Adventure                | Nein   | 13. Juni 2019                              |
| Radiation Island                                        | Atypical Games                            | Atypical Games                             | Action                   | Nein   | 22. Februar 2018                           |
| Radio Hammer Station                                    | Arc System Works                          | Arc System Works                           | Puzzle                   | Nein   | 12. Juli 2018                              |
| Rage in Peace                                           | Toge Productions                          | Toge Productions                           | Platformer               | Nein   | 8. November 2018                           |
| Raging Loop                                             | Kemco                                     | PQube                                      | Adventure                | Nein   | 18. Oktober 2019                           |
| Raging Justice                                          | Makin'Games                               | Team17 Retail: Strictly Limited Games      | Beat ’em up              | Ja     | 8. Mai 2018 Retail: 31. März 2019          |
| Ragtag Adventurers                                      | Prime Time Studio                         | Prime Time Studio                          | Action                   | Nein   | 30. Mai 2019                               |
| Raiden V: Director’s Cut                                | UFO Interactive                           | Tommo                                      | Shoot 'em Up             | Nein   | 25. Juli 2019                              |
| Raiders of the North Sea                                | Dire Wolf                                 | Dire Wolf                                  | Brettspiel               | Nein   | 30. Juli 2019                              |
| Railway Empire - Nintendo Switch Edition                | Gaming Minds                              | Kalypso Media Group                        | Simulation Strategie     | Nein   | 14. Februar 2020                           |
| Rain City                                               | ORENDA                                    | ORENDA                                     | Adventure                | Nein   | 27. Juni 2019                              |
| Rain World                                              | Adult Swim Games                          | Adult Swim Games                           | Adventure                | Nein   | 27. Dezember 2018                          |
| Raining Blobs                                           | Endi Milojkoski                           | Black Shell Media                          | Puzzle                   | Nein   | 15. November 2019                          |
| Raining Coins                                           | Crazysoft                                 | Crazysoft                                  | Arcade                   | Nein   | 21. Februar 2019                           |
| Rally Racer                                             | West Coast Games                          | System 3 Software                          | Rennspiel                | Nein   | 18. Januar 2018                            |
| Rally Road                                              | Dispatch Games                            | Dispatch Games                             | Rennspiel Arcade         | Nein   | 8. November 2019                           |
| Rally Rock 'N Racing                                    | EnjoyUp Games                             | EnjoyUp Games                              | Rennspiel                | Nein   | 28. Juni 2019                              |
| Rampage Knights                                         | Rake in Grass                             | Rake in Grass                              | Action                   | Nein   | 17. Januar 2019                            |
| Random Heroes: Gold Edition                             | Woblyware                                 | Ratalaika Games                            | Action                   | Nein   | 3. April 2020                              |
| Rapala Fishing: Pro Series                              | Concrete Software                         | Maximum Games                              | Action Simulation        | Ja     | 16. Oktober 2018                           |
| Rascal Fight                                            | AXE Studio                                | Coconut Island Games                       | Action                   | Nein   | 2. April 2019                              |
| Rawr-Off                                                | Fat Dog Games                             | No Gravity Games                           | Action                   | Nein   | 18. Oktober 2019                           |
| Rayman Legends: Definitive Edition                      | Ubisoft Montpellier                       | Ubisoft                                    | Plattformer              | Ja     | 12. September 2017                         |
| Razed                                                   | PQube                                     | PQube                                      | Rennspiel                | Nein   | 17. Dezember 2018                          |
| Real Drift Racing                                       | Baltoro Media Group                       | Baltoro Media Group                        | Rennspiel                | Nein   | 28. Juni 2019                              |
| Real Fishing: Road Trip Adventure                       | Natsume                                   | Natsume                                    | Simulation               | Nein   | 17. September 2019                         |
| Real Heroes: Firefighter                                | Golem Entertainment                       | Golem Entertainment                        | Action                   | Nein   | 27. November 2019                          |
| Realm Royale                                            | Hi-Rez Studios                            | Hi-Rez Studios                             | Shoot 'em Up             | Nein   | 24. Mai 2019                               |
| realMyst: Masterpiece Edition                           | Cyan Worlds                               | Cyan Worlds                                | Adventure Puzzle         | Nein   | 21. Mai 2020                               |
| Realpolitiks                                            | Forever Entertainment                     | Forever Entertainment                      | Simulation               | Nein   | 30. August 2018                            |
| Reaper                                                  | Hexage                                    | Hexage                                     | Action-Rollenspiel       | Nein   | 26. September 2019                         |
| Rebel Cops                                              | Weappy Studio                             | THQ Nordic                                 | Strategie                | Nein   | 17. September 2019                         |
| Red Bow                                                 | Stranga                                   | Ratalaika Games                            | Adventure                | Nein   | 17. Januar 2020                            |
| Red Death                                               | eastasiasoft                              | eastasiasoft                               | Shoot ’em up             | Nein   | 19. März 2020                              |
| Red Faction Guerrilla Re-Mars-tered                     | Deep Silver Volition                      | THQ Nordic                                 | Shoot ’em up             | Ja     | 2. Juli 2019                               |
| Red Game Without a Great Name                           | iFun4All                                  | iFun4All                                   | Puzzle                   | Nein   | 7. Dezember 2017                           |
| Red Hot Ricochet                                        | Everook                                   | Everook                                    | Action                   | Nein   | 12. Juli 2018                              |
| Red Wings: Aces of the Sky                              | All in! Games                             | All in! Games                              | Shoot 'em Up             | Nein   | 21. Mai 2020                               |
| Red's Kingdom                                           | Zen Studios                               | Zen Studios                                | Puzzle-Adventure         | Nein   | 16. August 2018                            |
| Redeemer: Enhanced Edition                              | Sobaka Studio                             | Koch Media                                 | Beat ’em up              | Nein}  | 19. Juli 2019                              |
| Redneck Skeet Shooting                                  | Ultimate Games                            | Ultimate Games                             | Arcade                   | Nein   | 2. Juli 2019                               |
| Redout                                                  | 34BigThings                               | Nicalis                                    | Rennspiel                | Nein   | 14. Mai 2019                               |
| Reed Remastered                                         | Ratalaika Games                           | Ratalaika Games                            | Platformer               | Nein   | 14. Februar 2020                           |
| Reed 2                                                  | Ratalaika Games                           | Ratalaika Games                            | Platformer               | Nein   | 8. Mai 2020                                |
| Refreshing Sideways Puzzle Ghost Hammer                 | Caerux                                    | Caerux                                     | Puzzle                   | Nein   | 20. Januar 2020                            |
| Refunct                                                 | Dominique Grieshofer                      | Dominique Grieshofer                       | Adventure Platformer     | Nein   | 7. Juni 2019                               |
| Regalia: Of Men and Monarchs – Royal Edition            | Pixelated Milk                            | Crunching Koalas                           | Rollenspiel              | Nein   | 12. April 2018                             |
| Regions of Ruin                                         | Vox Games                                 | JanduSoft                                  | Rollenspiel              | Nein   | 23. Dezember 2019                          |
| Reigns: Kings & Queens                                  | Nerial                                    | Devolver Digital                           | Rollenspiel              | Nein   | 20. September 2018                         |
| Reknum                                                  | JanduSoft                                 | JanduSoft                                  | Platformer               | Nein   | 31. Januar 2020                            |
| REKT! High Octane Stunts                                | Little Chicken Game Company               | QubicGames                                 | Rennspiel Arcade         | Nein   | 8. November 2019                           |
| Relic Hunters Zero: Remix                               | Rogue Snail                               | Akupara Games                              | Action                   | Nein   | 7. Mai 2020                                |
| Remnants of Naezith                                     | Tolga Ay                                  | Tolga Ay                                   | Platformer               | Nein   | 12. Juni 2020                              |
| Remothered: Tormented Fathers                           | Darril Arts                               | Darril Arts                                | Adventure Action         | Nein   | 6. September 2019                          |
| Renegade                                                | Arc System Works                          | Arc System Works                           | Fighting                 | Nein   | 16. April 2020                             |
| Rennen mit Ryan                                         | 3DClouds.it                               | Outright Games                             | Rennspiel                | Ja     | 1. November 2019                           |
| Rento Fortune Monolit                                   | Lan Games                                 | Lan Games                                  | Brettspiel               | Nein   | 8. Juli 2018                               |
| Repressed                                               | Sigur Studio                              | Ultimate Games                             | Adventure                | Nein   | 27. März 2020                              |
| Reptilian Rebellion                                     | Herrero                                   | Herrero                                    | Arcade                   | Nein   | 21. März 2019                              |
| Rescue Tale                                             | Bitecore                                  | Bitecore                                   | Platformer               | Nein   | 23. Dezember 2019                          |
| Resident Evil                                           | Capcom                                    | Capcom                                     | Survival Horror          | Nein   | 21. Mai 2019                               |
| Resident Evil Zero                                      | Capcom                                    | Capcom                                     | Survival Horror          | Nein   | 21. Mai 2019                               |
| Resident Evil 4                                         | Capcom                                    | Capcom                                     | Survival Horror          | Nein   | 21. Mai 2019                               |
| Resident Evil 5                                         | Capcom                                    | Capcom                                     | Survival Horror          | Nein   | 29. Oktober 2019                           |
| Resident Evil 6                                         | Capcom                                    | Capcom                                     | Survival Horror          | Nein   | 29. Oktober 2019                           |
| Resident Evil: Revelations                              | Capcom                                    | Capcom                                     | Survival Horror          | Nein   | 28. November 2017                          |
| Resident Evil: Revelations 2                            | Capcom                                    | Capcom                                     | Survival Horror          | Nein   | 28. November 2017                          |
| Resolution                                              | Deck 13                                   | Deck 13                                    | Adventure                | Nein   | 14. Mai 2020                               |
| Rest in Pieces                                          | Itatake                                   | Itatake                                    | Action                   | Nein   | 13. September 2019                         |
| Retimed                                                 | Team Maniax                               | Stray Fawn                                 | Action                   | Nein   | 20. September 2018                         |
| Retro City Rampage DX                                   | Vblank Entertainment                      | Vblank Entertainment                       | Action-Adventure         | Ja     | 3. August 2017 Retail: 9. Oktober 2017     |
| Return of the Obra Dinn                                 | Lucas Pope                                | 3909 LLC                                   | Adventure                | Nein   | 4. Juli 2019                               |
| Revenant Dogma                                          | Kemco                                     | Kemco                                      | Rollenspiel              | Nein   | 4. Oktober 2018                            |
| Revenant Saga                                           | EXE-CREATE                                | Kemco                                      | Adventure Rollenspiel    | Nein   | 19. Oktober 2017                           |
| Reventure                                               | Pixelatto Games                           | Pixelatto Games                            | Adventure                | Nein   | 8. September 2019                          |
| Reverie: Sweet As Edition                               | Rainbite                                  | Rainbite                                   | Action-Adventure         | Nein   | 7. Februar 2019                            |
| Reverse Crawl                                           | Nerdook Productions                       | Digerati                                   | Rollenspiel Action       | Nein   | 10. Mai 2019                               |
| Revertia                                                | PLiCy                                     | PLiCy                                      | Puzzle                   | Nein   | 20. Dezember 2018                          |
| Rhythm of the Gods                                      | Lyrelark                                  | Nellyvision                                | Musikspiel               | Nein   | 24. März 2019                              |
| RICO                                                    | Ground Shatter                            | Rising Star Games                          | Ego-Shooter              | Nein   | 14. März 2019                              |
| Riddled Corpses EX                                      | COWCAT                                    | HumaNature Studios                         | Rollenspiel Shooter      | Nein   | 2. März 2019                               |
| Rift Keeper                                             | Frymore                                   | Sometimes You                              | Rollenspiel              | Nein   | 17. Dezember 2019                          |
| Rigid Force Redux                                       | Headup Games                              | Headup Games                               | Action                   | Nein   | 5. Juni 2020                               |
| RiME                                                    | Tequila Works Tantalus Media              | Greybox                                    | Adventure                | Ja     | 17. November 2017                          |
| Rimelands: Hammer of Thor                               | Dicework Games                            | QubicGames                                 | Adventure Rollenspiel    | Nein   | 4. Oktober 2019                            |
| Ring Fit Adventure (nicht im Nintendo eShop erhältlich) | Nintendo EPD                              | Nintendo                                   | Sport Platformer         | Ja     | 18. Oktober 2019                           |
| Riot: Civil Unrest                                      | IV Productions                            | Merge Games                                | Strategie                | Nein   | 7. Februar 2019                            |
| Riptide GP Renegade                                     | Vector Unit                               | Vector Unit                                | Rennspiel                | Nein   | 7. Dezember 2017                           |
| RISE: Race to the Future                                | VD-Dev                                    | VD-Dev                                     | Rennspiel                | Nein   | 22. Juli 2019                              |
| Rise of Insanity                                        | Red Limb Studio                           | Pineapple Works                            | Adventure                | Nein   | 13. Februar 2020                           |
| Risky Rescue                                            | Digital Melody                            | Forever Entertainment                      | Action                   | Nein   | 18. April 2019                             |
| Rise and Shine                                          | Super Awesome Hyper Dimensional Mega Team | Adult Swim Games                           | Puzzle                   | Nein   | 27. September 2018                         |
| Risiko - Das Videospiel                                 | Ubisoft                                   | Ubisoft                                    | Brettspiel               | Ja     | 30. Oktober 2018                           |
| Risk of Rain                                            | Hopoo Games                               | Chucklefish                                | Action                   | Nein   | 20. September 2018                         |
| Risk of Rain 2                                          | Hopoo Games                               | Chucklefish                                | Action                   | Nein   | 30. August 2019                            |
| Ritter Blechdose - Abenteuer auf der Burg               | winterworks                               | winterworks                                | Lernspiel                | Nein   | 3. April 2020                              |
| Ritual                                                  | Hexage                                    | Hexage                                     | Rollenspiel Shoot 'em Up | Nein   | 13. September 2019                         |
| Ritual: Crown of Horns                                  | iFun4all                                  | Feardemic                                  | Shoot 'em Up             | Nein   | 7. November 2019                           |
| Rival Megagun                                           | Spacewave Software                        | Degica Games                               | Shoot 'em Up             | Nein   | 29. November 2018                          |
| Rive: Ultimate Edition                                  | Two Tribes Engine Software                | Two Tribes Retail: Super Rare Games        | Platformer               | Ja     | 17. November 2017 Retail: 22. August 2019  |
| River City Girls                                        | WayForward                                | WayForward                                 | Beat ’em up              | Nein   | 5. September 2019                          |
| River City Melee Mach!!                                 | Arc System Works                          | Arc System Works                           | Action                   | Nein   | 10. Oktober 2019                           |
| River City Ransom                                       | Arc System Works                          | Arc System Works                           | Fighting                 | Nein   | 16. April 2020                             |
| Riverbond                                               | Cococucumber                              | Cococucumber                               | Action                   | Nein   | 29. November 2018                          |
| RMX Real Motocross                                      | PlayWay                                   | Ultimate Games                             | Rennspiel                | Nein   | 16. April 2020                             |
| Road Redemption                                         | Dark Seas Interactive                     | Dark Seas Interactive                      | Rennspiel                | Nein   | 6. November 2018                           |
| Road to Ballhalla                                       | Torched Hill                              | tinyBuild Games                            | Platformer               | Nein   | 2. August 2018                             |
| Roarr! Jurassic Edition                                 | Klabater                                  | Klabater                                   | Adventure                | Nein   | 7. November 2018                           |
| Robbie Swifthand and the Orb of Mysteries               | Pixel Reign                               | KISS Publishing                            | Adventure                | Nein   | 1. August 2019                             |
| Robbotto                                                | JMJ Interactive                           | JMJ Interactive                            | Puzzle-Adventure         | Nein   | 16. August 2018                            |
| Robonauts                                               | QubicGames                                | QubicGames                                 | Action                   | Nein   | 15. September 2017                         |
| Robot Squad Simulator                                   | Bit Golem                                 | Ultimate Games                             | Simulation               | Nein   | 31. Mai 2019                               |
| Robothorium                                             | GoblinzStudio                             | GoblinzStudio                              | Adventure                | Nein   | 31. Januar 2019                            |
| Robots under attack!                                    | Dmytro Derybas                            | Dmytro Derybas                             | Puzzle                   | Nein   | 14. Januar 2020                            |
| Robox                                                   | Roblox Corporation                        | Sabec                                      | Fighting                 | Nein   | 22. April 2019                             |
| Rock 'N Racing Off Road DX                              | EnjoyUp Games                             | EnjoyUp Games                              | Rennspiel                | Nein   | 9. November 2017                           |
| Rock Boshers DX: Director's Cut                         | Tikipod                                   | Tikipod                                    | Action                   | Nein   | 1. Dezember 2018                           |
| Rock of Ages II: Bigger & Boulder                       | ACE Team                                  | Sega                                       | Action                   | Nein   | 14. Mai 2019                               |
| Rocket Fist                                             | Bitten Toast Games                        | Bitten Toast Games                         | Action                   | Nein   | 10. August 2017                            |
| Rocket League                                           | Psyonix                                   | Psyonix Retail: WB Games                   | Sport                    | Ja     | 14. November 2017 Retail: 25. Januar 2018  |
| Rocket Rabbit - Coin Race                               | Digital Game Group                        | Digital Game Group                         | Renspiel                 | Nein   | 17. April 2020                             |
| Rocket Wars                                             | Rooftop Panda IVS                         | Rooftop Panda IVS                          | Arcade                   | Nein   | 14. November 2019                          |
| RocketsRocketsRockets                                   | Radial Games                              | Radial Games                               | Action                   | Nein   | 15. November 2017                          |
| Rogue Aces                                              | Infinite State Games                      | Curve Digital                              | Action Rogue-like        | Nein   | 12. April 2018                             |
| Rogue Bit                                               | Bigosaur                                  | Bigosaur                                   | Adventure Puzzle         | Nein   | 26. April 2019                             |
| Rogue Legacy                                            | Cellar Door Games                         | Cellar Door Games                          | Platformer               | Nein   | 6. November 2018                           |
| Rogue Robots                                            | Rust0 Games                               | Rust0 Games                                | Fighting                 | Nein   | 12. Juni 2020                              |
| Rogue Singularity                                       | Nnooo Pty                                 | Nnooo Pty                                  | Platformer               | Nein   | 15. August 2019                            |
| Rogue Trooper Redux                                     | Rebellion TickTock Games                  | Rebellion                                  | Third-Person-Shooter     | Nein   | 17. Oktober 2017                           |
| Roll'd                                                  | MGP Studios                               | Forever Entertainment                      | Arcade                   | Nein   | 26. Dezember 2019                          |
| RollerCoaster Tycoon Adventures                         | Nvizzio Creations                         | BigBen Interactive                         | Simulation               | Ja     | 29. November 2018                          |
| Rolling Gunner                                          | mebius.                                   | mebius.                                    | Shoot 'em up             | Nein   | 20. Juni 2019                              |
| Rolling Sky                                             | Rising Win Tech.                          | Rising Win Tech.                           | Platformer               | Nein   | 12. April 2019                             |
| Romancing SaGa 2                                        | ArtePiazza                                | Square Enix                                | Rollenspiel              | Nein   | 15. Dezember 2017                          |
| Romancing SaGa 3                                        | ArtePiazza                                | Square Enix                                | Rollenspiel              | Nein   | 11. November 2019                          |
| Roof Rage                                               | Early Melon                               | Early Melon                                | Fighting                 | Nein   | 17. Oktober 2019                           |
| Roombo: First Blood                                     | Samurai Punk                              | Samurai Punk                               | Action                   | Nein   | 23. Dezember 2019                          |
| Rooms: The Unsolvable Puzzle                            | Prism+                                    | Prism+                                     | Puzzle                   | Nein   | 27. September 2018                         |
| Rotating Brave                                          | Cosen                                     | Cosen                                      | Adventure                | Nein   | 21. Februar 2019                           |
| Roulette                                                | Sabec                                     | Sabec                                      | Casino                   | Nein   | 14. Mai 2020                               |
| Roulette at Aces Casino                                 | Digital Game Group                        | Digital Game Group                         | Casino                   | Nein   | 12. Juni 2020                              |
| Roundguard                                              | Wonderbelly Games                         | The Quantum Astrophysicists Guild          | Rollenspiel              | Nein   | 13. März 2020                              |
| Rover Wars                                              | Sakari Games                              | Sakari Games                               | Action                   | Nein   | 17. April 2020                             |
| Royal Adviser                                           | Happy Hobgoblin                           | Happy Hobgoblin                            | Strategie Brettspiel     | Nein   | 4. April 2019                              |
| Royal Roads                                             | 8Floor Games                              | 8Floor Games                               | Strategie                | Nein   | 17. Juli 2019                              |
| Run the Fan                                             | Silesia Games                             | Silesia Games                              | Strategie Puzzle         | Nein   | 23. Juli 2019                              |
| Runbow                                                  | 13AM Games Headup Games                   | Rainy Frog Retail: Headup Games            | Platformer               | Ja     | 3. Juli 2018 Retail: 10. August 2018       |
| Rune Factory 3 Special                                  | Marvelous Hakama                          | Marvelous Europe                           | Rollenspiel Simulation   | Ja     | 5. September 2023                          |
| Rune Factory 4 Special                                  | Marvelous Neverland Hakama                | Marvelous Europe                           | Rollenspiel Simulation   | Nein   | 28. Februar 2020                           |
| Rune Factory 5                                          | Hakama                                    | Marvelous                                  | Rollenspiel Simulation   | Ja     | 25. März 2022                              |
| Rune Factory: Guardians of Azuma                        | Marvelous                                 | Marvelous Europe                           | Rollenspiel Simulation   | Ja     | 5. Juni 2025                               |
| Rune Lord                                               | Adept Studios GD                          | Victory Road                               | Puzzle                   | Nein   | 7. Februar 2020                            |
| Runner3                                                 | Choice Provisions                         | Choice Provisions                          | Platformer               | Nein   | 22. Mai 2018                               |
| Rush Rally 3                                            | Brownmonster                              | Brownmonster                               | Rennspiel                | Nein   | 23. Dezember 2019                          |
| Rush Rover                                              | adio                                      | Ratalaika Games                            | Shoot 'em Up             | Nein   | 10. April 2020                             |
| RXN: Raijin                                             | GULTI Co., Ltd.                           | KAYAC                                      | Action                   | Nein   | 23. Dezember 2017                          |